# Benedikt XIV., protupapa
Benedikt XIV., ime koje su koristili dvojica katoličkih protupapa, od 1424. do 1429. godine, prvi protupapa Benedikt XIV., rođen kao Bernard Garnier, te od 1430. do 1437. godine, drugi protupapa Benedikt XIV., rođen kao Jean Carrier.